# Швалбах ам Таунус
Швалбах ам Таунус (њем. Schwalbach am Taunus) град је у њемачкој савезној држави Хесен. Једно је од 12 општинских средишта округа Мајн-Таунус. Према процјени из 2010. у граду је живјело 14.648 становника. Посједује регионалну шифру (AGS) 6436011.

## Географски и демографски подаци
Швалбах ам Таунус се налази у савезној држави Хесен у округу Мајн-Таунус. Град се налази на надморској висини од 117–204 метра. Површина општине износи 6,5 km². У самом граду је, према процјени из 2010. године, живјело 14.648 становника. Просјечна густина становништва износи 2.264 становника/km².

## Међународна сарадња
| Мјесто             | Држава               | Врста сарадње | Од    |
| ------------------ | -------------------- | ------------- | ----- |
|                    | Пољска               | партнерство   | 1997. |
| Зеленортска Острва | Зеленортска Острва   | пријатељство  | 1994. |
|                    | Француска            | партнерство   | 1978. |
| Јарм Таун          | Уједињено Краљевство | партнерство   | 1995. |
| Извор              |                      |               |       |